# Safi
 (février 2012).
Si vous disposez d'ouvrages ou d'articles de référence ou si vous connaissez des sites web de qualité traitant du thème abordé ici, merci de compléter l'article en donnant les références utiles à sa vérifiabilité et en les liant à la section « Notes et références ».
Safi (en arabe آسَفي, Assafi ; en berbère ⴰⵙⴼⵉ, Asfi ; en darija marocain آسْفِي, Asfi ; en portugais Safim) est une ville dans l'ouest du Maroc sur l'océan Atlantique. Capitale de la province de Safi et de l'ancienne région Doukkala-Abda, Safi a une population de 308 508 habitants (recensement de 2014).
Comptoir phénicien, passé sous la souveraineté du royaume de Maurétanie, la ville fait office de port de Marrakech, sous l'Empire almohade. À partir du déclin des grands empires berbères au Maroc, la ville fini par être occupée par l'Empire portugais (1488-1541). La forteresse construite pour protéger la ville, sous la domination portugaise, est toujours là aujourd'hui. La ville est reconquise par les Saadiens et recouvre son statut de principal port de Marrakech jusqu'à la fondation de Essaouira, plus au Sud, par les Alaouites au XVIIIè siècle. Au cours de la Seconde Guerre mondiale, Safi fut également l'un des sites de débarquement pour l'opération Torch.
Safi est le principal port de pêche du pays et également un port d'exportation de phosphate, textile et céramique. À Safi est aussi en construction un deuxième port destiné uniquement au commerce des phosphates, ainsi qu'une centrale thermique. Celle-ci couvrira à terme 25 % des besoins du Maroc en énergie électrique.

## Étymologie

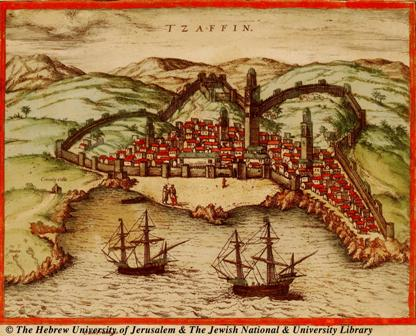
Vue de Safi, 1508.

Le nom de la ville tel qu'il est prononcé localement est « Asfi », qui a été latinisé en « Safi » et « Safim » en portugais. « Asfi » signifie inondation ou estuaire de la rivière en berbère et vient de la racine berbère « sfi / de sfey » [réf. nécessaire] qui signifie inonder, renverser ou déverser.
Géographe du XIe siècle, Al-Idrisi a donné une explication apparemment fausse[réf. nécessaire] à l'origine du nom « Asfi ». Il le reliait au mot arabe « Asaf » (regret), ou « Asafi » (mon regret). Il fonde cette affirmation sur une étrange histoire à propos de certains marins de al-Andalus, qui avaient navigué pour découvrir l'autre bout de l'océan Atlantique. Ils s'étaient perdus et avaient débarqué sur une île où les indigènes les avaient capturés et renvoyés sur leurs navires les yeux bandés. Les navires avaient fini sur les rives du « Asfi ». Les habitants avaient aidé les marins perdus et leur avaient dit qu'ils étaient à deux mois de navigation de leur terre natale al-Andalus. En entendant cela l'un des marins répondit en disant : « Wa Asafi » (« Oh mon regret »). Al-Idrisi écrit que depuis cette époque la ville porterait le nom d'« Asafi ». Cette histoire est réputée être une légende[réf. nécessaire] et une explication peu probable de l'origine du nom.
Les Berbères (Thyamiaterion ou Carcunticus) de Safi commerçaient dans les villes côtières avec les Carthaginois. [réf. nécessaire]
C'est près de Safi qu'ont été trouvés le plus vieil ossement berbère et les ossements fossiles d'Homo sapiens les plus anciens.[réf. nécessaire]
En amazigh, l'origine du mot Safi peut signifier les sens suivants :
- Tassaft pour le chêne vert. C'est-à-dire qu'autrefois ce lieu était connu par une forêt dense de chêne vert. Et c'est le mot dont les Portugais ont dévié pour former Tzzaft.
- Assafu : qui désigne le flambeau. Et puisque la ville est située sur la côte atlantique, un repère de navigation, un phare, pour éviter les naufrages.

Le toponyme Asafi est attesté au XIIe siècle. Sa première occurrence connue (‹ Āsafi ›) se trouve chez al-Idrīsī (c. 1100 – c. 1165). En effet, le Nuzhaẗ al-muštāq fī ih̲tirāq al-āfāq (« Divertissement de celui qui désire parcourir le monde »), dont al-Idrīsī achève la rédaction en 1154, contient une notice relative à la ville d'al-Ušbūna (actuelle Lisbonne), notice à la fin de laquelle il évoque la localité d'Āsafi (actuelle Safi) qu'il présente comme « le port qui se trouve à l'extrémité du Maġrib » et dont il propose une étymologie. Ultérieurement, le toponyme Asafi est présent (‹ Asafī ›) chez al-Rūmī (1179 – 1229) puis chez al-Ḥimyarī (fl. XVe siècle).
Pour Chama Elazouzi, le toponyme Asfi « dérive  du  mot berbère assif (« cours  d'eau »),  en  référence  à  l'oued  Châaba  qui  traverse  la  ville » de Safi. Muḥammad al-Fāsī (1908 – 1991) considère que le mot Asafì (« Safi ») signifie « rivière, fleuve » et « a la même étymologie que Fàs » (« Fès » ou « Fez ») « dont le nom provient par métathèse de sàf, abréviation d'isaffen, pluriel d'asìf » qui signifie également « rivère, fleuve ».

## Histoire
Safi, sous le nom Safim (Zaffim ou Asfi), est l'une des plus anciennes villes du Maroc. Sa date de fondation est inconnue. Selon l'historien Mohammed al-Kanuni, Safi doit être identifié avec le Thymiaterion ancien ou Carcunticus et a été fondée par le Carthaginois Hannon, au cours de son périple raconté par Pline l'Ancien.
Des auteurs identifient à Safi le Karikon Teichos évoqué dans le Périple d'Hannon.
Il y a peu d'écrits sur la naissance de Safi, la pointe Oussadion, comptoir phénicien — s'il faut croire le géographe Ptolémée — probablement fréquentée plus tard par les Romains, apparaît dans les textes arabes sous le nom d'Asfi, à partir du XIe siècle, c'est alors un petit port d'intérêt local. Safi (Hadirat al Mouhit) ou Cité de la mer environnante, selon l'expression d'Ibn Khaldoun, assurait, en tant que port de la capitale Marrakech de l'Empire almohade au XIIe siècle, des relations directes avec l'Andalousie et se présentait sous la forme d'un espace fortement urbanisé, doté notamment d'importantes fortifications et d'une grande mosquée centrale qui est la première mosquée construite au Maroc[réf. nécessaire]. Cette dernière était rattachée à de nombreuses institutions.
Sous les Almohades, à la fin du XIIe siècle, Abu Mohammed Salih, saint patron de la ville depuis, fonde un ribat ou couvent fortifié, dans un faubourg mitoyen de la ville de Tasaffyn (Al-Safy), dont la fonction religieuse atteint une large renommée. Il institue, en effet, deux ordres religieux, les premiers du genre organisés au Maroc, une Tariqa ou voie mystique et la Tafa des Houjjaj, remarquable organisation du pèlerinage à la Mecque, à travers un immense réseau de centres d'accueil (Sijilmassa, Tlemcen, Bougie, Barqa, Alexandrie...), à une époque où cette obligation était suspendue en raison de l'insécurité. Constituée de deux entités urbaines, la ville s'enrichit, au XIVe siècle, d'une medersa, édifiée par Aboul Hassan Al Marini, d'un bimaristan (hôpital) et de nombreuses autres institutions, une qaysaria, un mohtasseb, au fur et à mesure que Safi s'impose comme place d'échanges d'importance qui commerce avec Gênes, Séville, Marseille, etc.
À la fin du XVe siècle, la pression portugaise s'accentue et aboutit à l'occupation de la ville qui va durer de 1488 jusqu'à sa reprise par les Saadiens, en 1541. La Tzaffin portugaise était alors la principale place fortifiée pour le contrôle de la région maritime, s'étendant jusqu'à Marrakech.De nouveau reliée à Marrakech sous les Saadiens, Safi demeure un des plus importants ports du Royaume jusqu'à la création d'Essaouira, dans la seconde moitié du XVIIe siècle. Elle reste cependant le siège de consulats étrangers et participera, au cours du XIXe siècle, à l'ouverture commerciale du Maroc vers les puissances étrangères. De même qu'à Tanger, la communauté juive est importante et n'est pas confinée dans un mellah. L'existence de cultes mixtes, judéo-musulman, tel celui rendu jusqu'au milieu du XXe siècle aux Oulad Zmirro, les sept saints juifs enterrés à Safi, témoigne de l'entente qui prévaut depuis plusieurs siècles entre les deux communautés.

### L'ouverture sur l'Europe

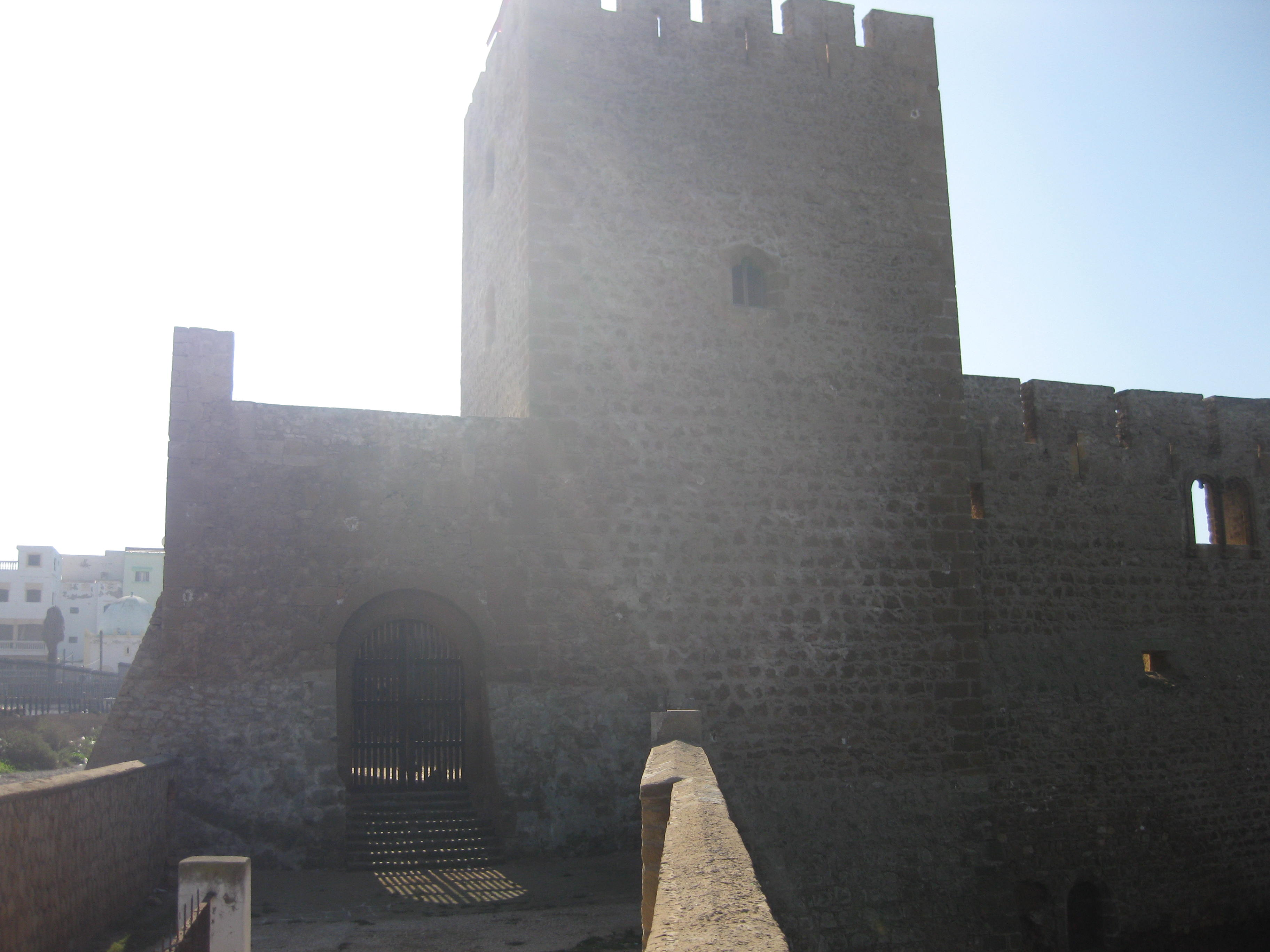
Les remparts de Safi.

Au XVe siècle, Safi s'ouvre au commerce européen. Les Portugais apprécient même si bien sa rade naturelle qu'ils s'en emparent en 1488, par une opération combinée, par terre et par mer, montée à partir de leur base de "Mogador"" (Essaouira). Autour de la ville, ils élèvent une enceinte et construisent une forteresse au bord de la mer. Mais cette occupation dure peu, car dès 1541, les Portugais qui viennent de perdre la ville d'Agadir évacuent volontairement Safi. Cela n'interrompt point les échanges avec l'Europe qui au contraire s'intensifient. Les Français y ont leur part.
Après 1541, la ville joue un rôle majeur au Maroc, comme l'un des plus sûrs et des plus grands ports maritimes du pays. De nombreux ambassadeurs auprès des Saadiens et des Alaouites, dynasties régnantes depuis le XVIe siècle, viennent au Maroc via Asfi. Sa proximité de Marrakech, alors capitale du Maroc, contribue à élargir le commerce maritime dans la ville. Louis de Chénier, consul au Maroc en 1767, rapporte que la ville est le seul port utilisable à l'époque. Au XVIIe siècle, le consul de France a sa résidence à Safi et c'est dans ses murs que le commandeur de Rasilly signe au nom de Louis XIII plusieurs traités de commerce entre la France et l'Empire chérifien. Mais, au XIXe siècle, c'est le déclin complet.
Un marin français captif, Hippolyte Bernard Bidé de Maurville, qui écrit le récit de son séjour au Maroc dans son livre datant de 1765, Relations de l'affaire de Larache, signale la présence d'un nombre important de maisons de commerce étrangères dans la ville : néerlandaises, danoises, britanniques et françaises.
Après que le sultan Mohammed ben Abdallah construisit la ville de Mogador, il interdit le commerce extérieur dans tous les ports marocains, sauf dans sa ville nouvellement construite. Par conséquent, Safi cessa de jouer un rôle de premier plan dans le commerce marocain. Le saint patron de Safi est Abou Mohammed Salih.
Durant la seconde guerre mondiale, Safi reste aux mains de l'armée du gouvernement de Vichy jusqu'à fin 1942. Le 8 novembre 1942, dans le cadre de l'opération Torch, les troupes alliées débarquent en Afrique du Nord, en Algérie et au Maroc. Deux fractions de la Task Force Occidentale, sous les ordres du général Patton débarquent à Mehdia pour s'emparer de la base aérienne du Port Lyautey (Kénitra) et à Fédala. Enfin, une troisième fraction de 6 500 hommes et 108 chars débarque à Safi.
Le renouveau est tout d'abord venu de la pêche industrielle : la sardine est la spécialité de Safi depuis que le développement de la conserverie a ouvert à ses pêcheurs un énorme marché. Puis les minerais de Jbilet et les phosphates de Youssoufia (90 km au nord-est de Safi) ont envahi les quais, entraînant l'extension et la modernisation du port.
Enfin, c'est à Safi que le pays a fait ses premiers pas dans la grande industrie par la construction d'un important complexe chimique (1972) à quelques kilomètres au sud de la ville. À partir de 1920, le port de Safi est l'objet d'extensions progressives, grâce à l'accroissement de l'exportation des phosphates. Mais c'est au cours de la Seconde Guerre mondiale, que la flottille de pêche connaît une croissance considérable liée au développement de la conserve, qui fera de Safi, au début des années 1950, le premier port sardinier du monde, pour la pêche et la conserverie. Safi est aussi célèbre pour l'activité de ses potiers, attestée dès le XIIe siècle. Cette activité a connu un regain d'intensité au XIXe siècle, et une renaissance progressive, grâce à la création, vers 1920, d'une école de céramique et d'un atelier pilote, avec maître Lamali, qui ont permis de renouveler et de perpétuer cette activité sur la Colline des Potiers.
Safi est aussi connue pour son rôle dans la résistance et la lutte pour l'indépendance du Maroc. Trois personnalités de Safi ont signé le Manifeste de l'indépendance : Haj Mohamed Bouamrani, M'hamed Belkhadir et Abdeslam El Mestari.

## Climat

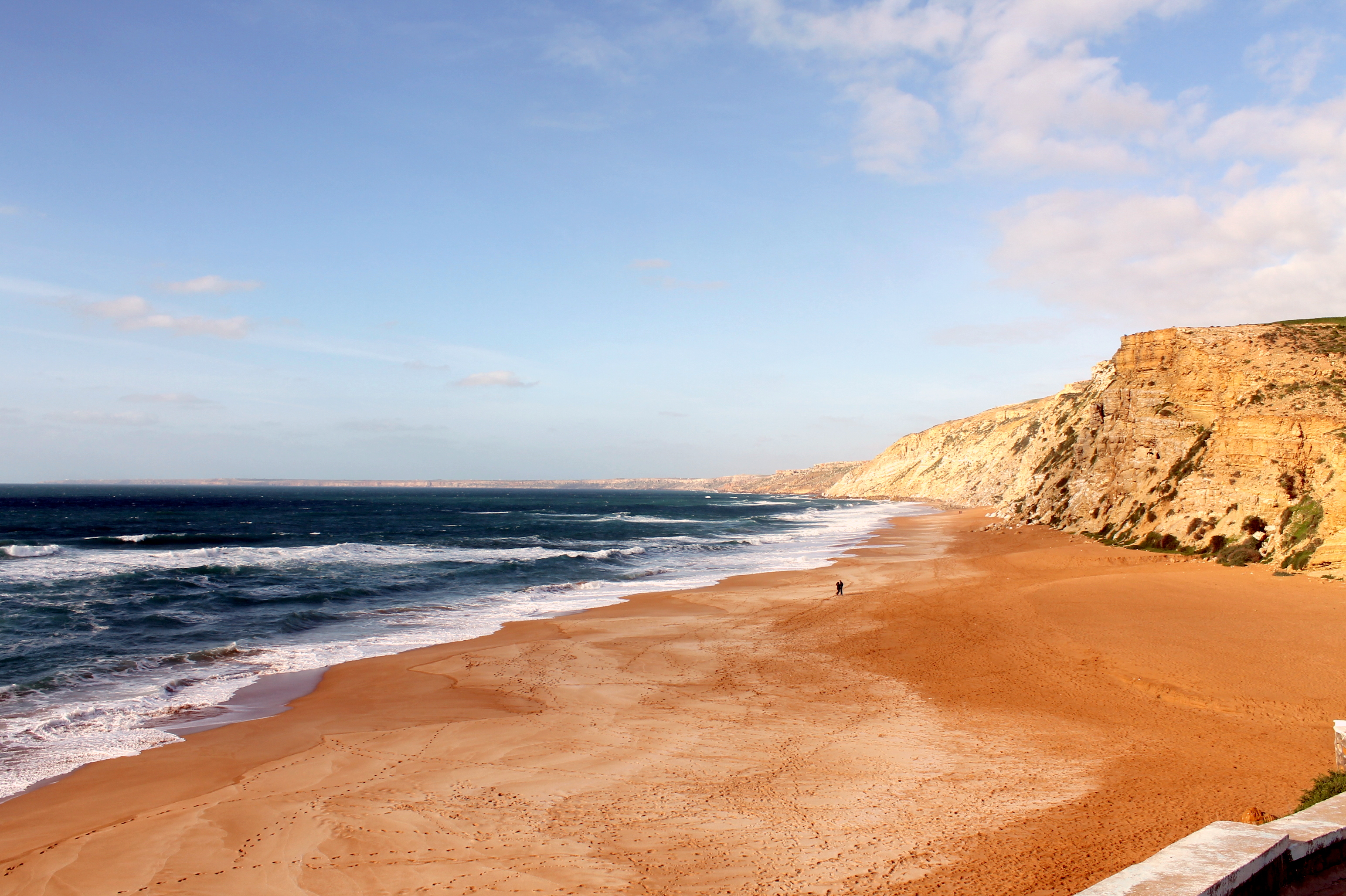
La plage Lalla Fatna à Safi. Mars 2018.

Safi a un climat méditerranéen.
| Les données climatiques pour Safi  | Les données climatiques pour Safi | Les données climatiques pour Safi | Les données climatiques pour Safi | Les données climatiques pour Safi | Les données climatiques pour Safi | Les données climatiques pour Safi | Les données climatiques pour Safi | Les données climatiques pour Safi | Les données climatiques pour Safi | Les données climatiques pour Safi | Les données climatiques pour Safi | Les données climatiques pour Safi | Les données climatiques pour Safi |
| Mois                               | Jan.                              | Fév.                              | Mars                              | Avr.                              | Mai                               | Juin                              | Juil.                             | Août                              | Sept.                             | Oct.                              | Nov.                              | Déc.                              | Annuel                            |
| ---------------------------------- | --------------------------------- | --------------------------------- | --------------------------------- | --------------------------------- | --------------------------------- | --------------------------------- | --------------------------------- | --------------------------------- | --------------------------------- | --------------------------------- | --------------------------------- | --------------------------------- | --------------------------------- |
| Température moyenne haute (° C)    | 18,2                              | 19,0                              | 20,6                              | 21,3                              | 23,3                              | 24,6                              | 28,8                              | 29,2                              | 27,6                              | 25,2                              | 21,6                              | 18,8                              | 23,2                              |
| Moyenne quotidienne (° C)          | 13,0                              | 13,8                              | 14,9                              | 16,0                              | 18,3                              | 20,3                              | 23,7                              | 24,1                              | 22,6                              | 20,0                              | 16,6                              | 13,7                              | 18,1                              |
| Moyenne basse (° C)                | 7,7                               | 8,5                               | 9,2                               | 10,8                              | 13,3                              | 16,0                              | 18,5                              | 18,9                              | 17,5                              | 14,8                              | 11,6                              | 8,5                               | 12,9                              |
| Moyenne des précipitations (mm)    | 79,2                              | 67,4                              | 45,4                              | 44,5                              | 16,8                              | 4,0                               | 0,3                               | 0,3                               | 4,3                               | 42,7                              | 92,1                              | 91,5                              | 488,5                             |
| Moyenne de jours de précipitations | 12,4                              | 10,1                              | 9,8                               | 9,5                               | 5,1                               | 1,6                               | 0,4                               | 0,4                               | 1,8                               | 6,5                               | 10,1                              | 12,3                              | 80,0                              |
| Moyenne d'heures d'ensoleillement  | 205,5                             | 208,5                             | 258,7                             | 277,8                             | 314,4                             | 298,0                             | 325,8                             | 316,5                             | 263,0                             | 243,6                             | 204,1                             | 198,7                             | 3 116,6                           |
| Source : NOAA                      |                                   |                                   |                                   |                                   |                                   |                                   |                                   |                                   |                                   |                                   |                                   |                                   |                                   |

## Population
Les habitants sont composés de Berbères et Arabes descendant :
- de Berbères qui vivaient dans la région avant la fondation de la ville ;
- de Berbères qui sont venus plus tard, de la plaine au sud de la région ;
- des Berbères arabisés « Abda ». Ils ont engendré les Bhatra et les Rabiaa ;[10]
- des Arabes « Ahmar » qui descendent de la tribu Banu Maqil d'origine yéménite.

Safi avait aussi une grande communauté juive, qui a aujourd'hui émigré[réf. nécessaire] en France, au Canada ou en Israël. À l'époque, elle représentait plus de 20 % de la population.
Quinze pour cent des habitants travaillent dans le secteur maritime. La pêche et l'exportation de phosphate, des céréales et des câpres. La poterie de Safi est aussi très importante.

## Économie

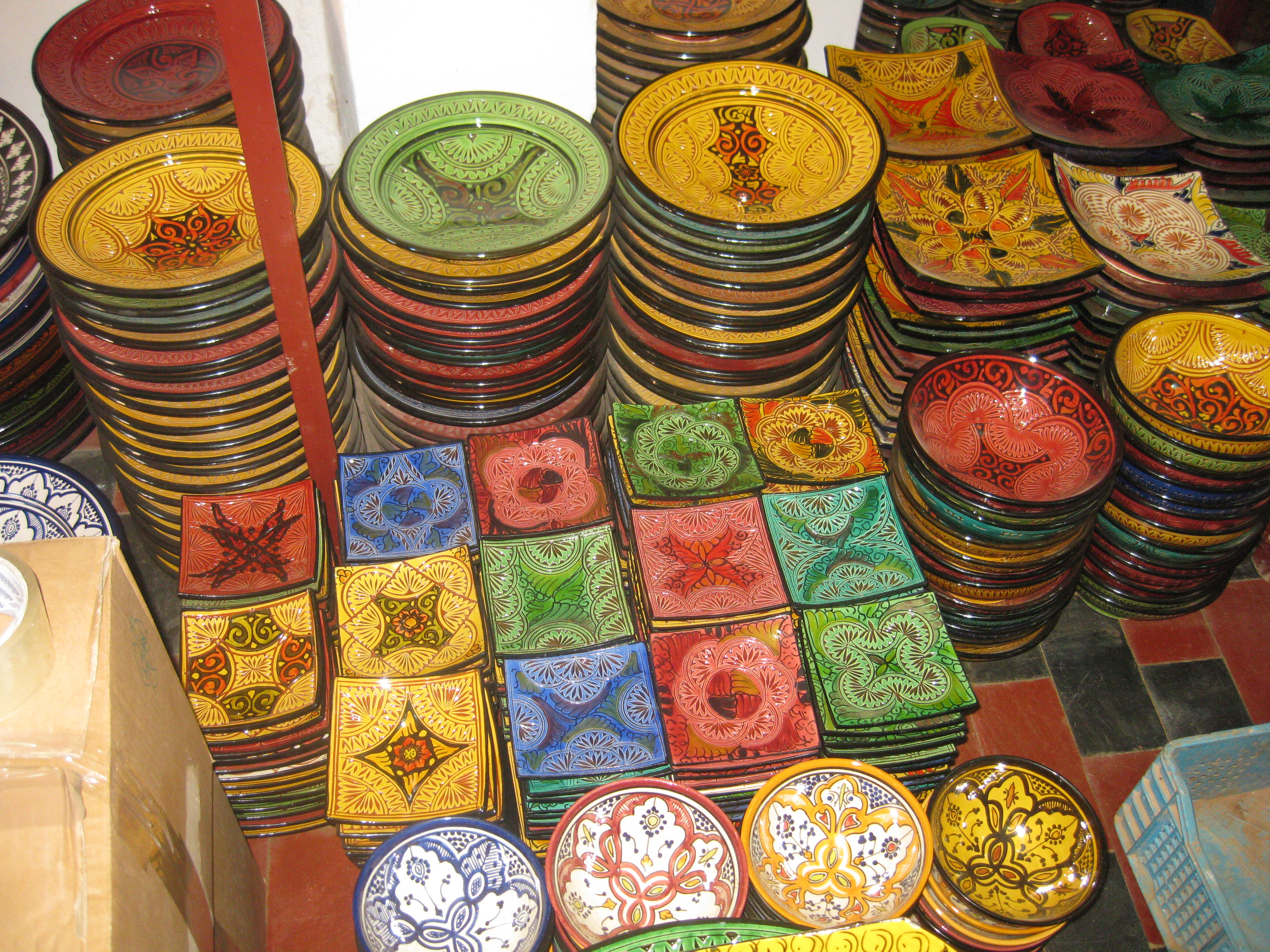
Articles de poterie de la ville de Safi

L'économie de Safi repose essentiellement sur l'industrie, la pêche maritime et l'agriculture. C'est la troisième ville économique du Maroc. Safi occupe une place stratégique dans l'économie nationale, elle tire autant avantage de sa position de carrefour entre les grands pôles du Maroc (Casablanca, Agadir et Marrakech) que de son cadre géographique et naturel privilégié, lui offrant de vastes plaines constituées de sol agricole, d'un sous-sol riche en ressources minières (phosphate, gypse et barytine) et d'une façade maritime sur l'océan Atlantique sur plus de 150 km. Tous ces atouts ont permis à la ville d'être un pôle d'attraction de l'activité économique dans plusieurs secteurs (conserverie de poisson, minoteries, valorisation des ressources minières, etc.).

### L'industrie
Une unité de l'Office chérifien des phosphates (OCP), qui est une entreprise nationale responsable de toute la filière phosphates/engrais. Elle est la deuxième entreprise productrice de phosphates du monde, juste après l'américain IMC Agrico Co. (groupe Freeport McMoRan). L'exploitation minière est réalisée sur trois grands sites : Khouribga, Gantour et Boukraa, qui ont livré en 2000 respectivement 14,1 Mt, 5,2 Mt et 2,2 Mt de minerai de phosphate marchand. Les centres de transformation du phosphate en acide phosphorique (2,7 Mt en 2000) sont implantés dans la zone industrielle littorale de Jorf Lasfar et à Safi ; ceux de l'élaboration des engrais (2,4 Mt) le sont dans l’ensemble chimique de Safi et de Jorf Lasfar. L'OCP est de loin le premier exportateur mondial de phosphates bruts et d'acide phosphorique et l'un des plus grands fournisseurs internationaux d'engrais tels que le superphosphate triple (TSP) et le phosphate diammonique (DAP).
Les conserveries de sardines ont été très prospères de la fin la Seconde Guerre mondiale jusqu'aux années 1980. Un large plateau continental et la fraîcheur du courant des Canaries attiraient les sardines en été, favorisant d'importantes richesses halieutiques (sardines et thons ). Safi fut dans les années 1950-60 le premier port sardinier mondial en tonnage, attirant une importante main-d'oeuvre féminine d'origine rurale. À cette époque, jusqu'à 130 bateaux ramenaient 100 000 t de poissons. Douze mille personnes travaillaient alors à la pêche et dans 38 conserveries. Dans la dernière décennie du XXe siècle, la raréfaction de la ressource et le déplacement des zones de pêche au sud d'Agadir ont transformé Safi en un modeste port de pêche. Après cette crise de la sardine, avec des prises de 22 000 t en 2000, de nombreuses conserveries de poissons ont fermé.

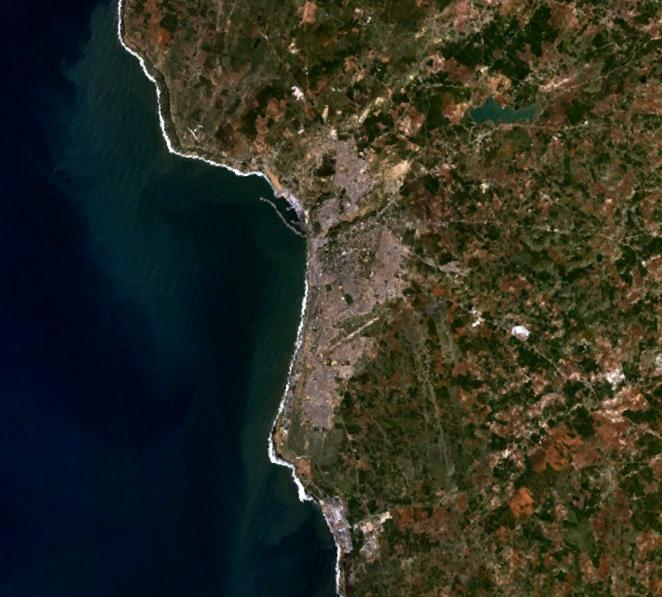
Safi par satellite.

L'usine de Ciments du Maroc de la province de Safi. Elle a été mise en service en 1993, elle est située à 35 km au nord de la ville de Safi. L'usine est équipée d'une ligne de cuisson à voie sèche Polysius avec un four d'un diamètre de 4,2 m et d'une longueur de 62 m, avec une tour de cinq étages munie d’un mini preca. Les principaux ateliers sont :
- concassage : Hazemag à marteaux ;
- pré-homogénéisation : pré-homogénéisation circulaire et Bedeschi ;
- broyage cru : broyeur vertical à galets Pfeiffer ;
- ligne de cuisson : Polysius ;
- broyage ciments : broyeur à boulets FCB.

En 2014 est lancé le projet d'une centrale à charbon supercritique — une technologie qui réduit les émissions de gaz à effet de serre —, à Safi, d'une capacité de 1 386 MW. Cette centrale doit consommer 3,2 Mt de charbon par an et fournir un cinquième de la consommation marocaine d'électricité à partir de 2018.

### Port et pêche maritime
Le port de Safi est le débouché naturel de la zone de Tensift riche en ressources minières, il assure l'emploi à 10 939 marins actifs. Il s'étend sur une superficie totale de 90 ha. Le trafic du port est proche de 5 millions de tonnes et l'escale de plus de 600 bateaux par an. Il occupe la deuxième place après celui de Jorf Lasfar en matière d'exportation des minerais. Les principaux produits transportés sont : phosphate, soufre, acide phosphorique, ammoniac, céréales, gypse, barytine, potasse, manganèse, engrais, conserves, etc.
Actuellement[Quand ?], le nombre d'ateliers de construction et de réparation de bateaux s'élève à 21 chantiers dont 13 en activité employant une main-d'œuvre de l’ordre de 200 personnes. Dans les années 1960, le port de Safi était le premier port sardinier au monde. La zone océanique de Safi a connu une grande richesse halieutique jusqu'à la crise de la pêche de la fin du XXe siècle, le port disposant d'une grande variété d'unités de pêche côtière (sardiniers, palangriers, chalutiers, crevettier, thoniers), qui permit la capture d'une quantité massive de poissons pélagiques, semi-pélagiques et de fond.

### Agriculture
Le secteur de l'agriculture occupe près de la moitié de la population active de la province. Cependant, la production agricole de son arrière-pays, la plaine des Abda, est très liée aux conditions climatiques. Les cultures pratiquées sont essentiellement des céréales (3/4 de la superficie cultivable), des légumineuses, des plantations fruitières et du maraîchage le long de la côte. L'orge occupe de grandes superficies. Il est souvent nécessaire de stocker de l'eau, car seul le nord des Abda bénéficie d'irrigation en continuité avec les Doukkala. La province dispose d'un cheptel d'animaux d'élevage et de trait de 1 249 000 têtes.

### Commerce et distribution
Les secteurs du commerce et de la distribution représentent 29 % des offres d´emploi pour la population active de la province de Safi.
L'importance du commerce à Safi est imputée d'une part à la présence d'une infrastructure qui permet de faciliter les transactions et l'animation commerciale, et d'autre part à l’existence des unités industrielles qui offrent une multitude de produits pour le marché local et spécialement les produits agro-alimentaires.
L'implantation des grandes chaînes de distribution à Safi, telles que : Marjane et Acima (« Label vie », chaîne en cours de construction) constitue un levier important dans la modernisation et la promotion de ce secteur pour la province de Safi.

### Transports
Sur le plan routier, le principal moyen d'accès à la ville de Safi était, depuis le protectorat français, la route la reliant à l'important carrefour de Bouguedra situé sur la route N1. Celle-ci conduit au nord vers Casablanca, via El Jadida, et au sud vers Agadir, via Essaouira. De Bouguedra, une autre route R 204 conduit vers Marrakech au sud-est, via Echemmaia. Une petite route côtière au nord et au sud ne permettait que le trafic local. Entre 2012 et 2016 une autoroute a été construite entre El Jadida et Safi, prolongeant celle venant de Casablanca. Ouverte en aout 2016 cette autoroute A1 relie Safi à Casablanca en 245 km et 2 h 30.
Il existe une ligne de chemin de fer reliant Safi à Benguerir, gare située sur la ligne Casablanca-Marrakech. Construite initialement pour l'acheminement du minerai de phosphate de Youssoufia et de fret, elle permet quelques liaisons de passagers.
Safi possède un port de pêche et un port commercial pour le trafic de marchandises, principalement l'exportation de minerais. Le trafic moyen annuel du port est d’environ 5 millions de tonnes (5e port du Maroc) et 650 navires. Il accueille également quelques paquebots de croisière.

## Enseignement
Une université a été implantée à Safi dans le secteur de Sidi Bouzid: la Faculté Poly-disciplinaire de Safi est un établissement affilié à l’Université Cadi Ayyad de Marrakech. Elle dispense des enseignements généraux et professionnels en DEUG et licences de Sciences et Techniques, Sciences Juridique économiques et sociales, sciences humaines, littératures et arts.
Depuis 2003, une école d'ingénieur a également été créée : l' École Nationale des Sciences Appliquées de Safi, également affiliée à l’Université Cadi Ayyad.

## Sport

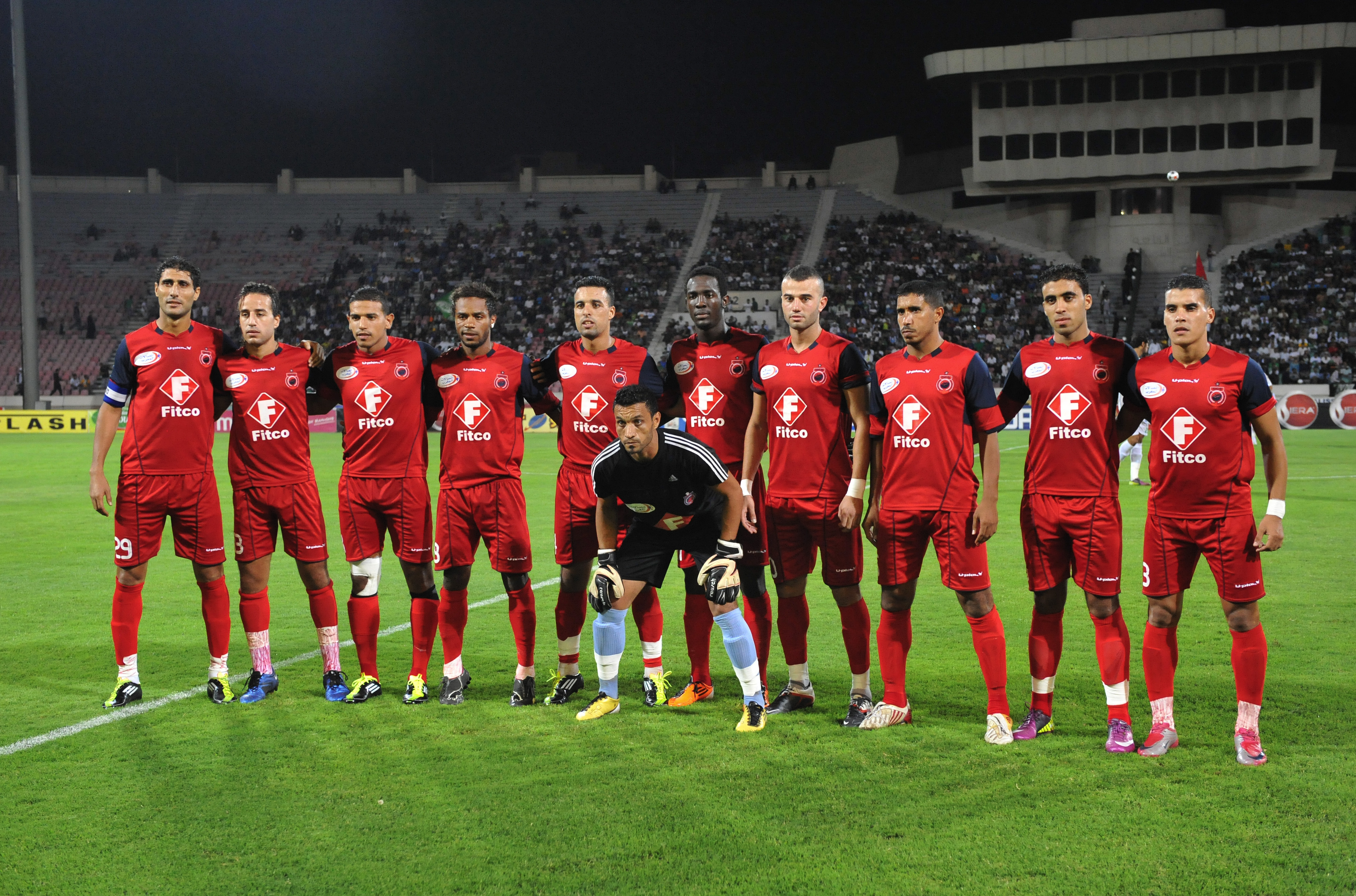
OCS Olympique Safi

Le football et le rugby sont des sports populaires à Safi. L'équipe locale de football, l'Olympique Club de Safi, a été en compétition en première division au Maroc, le Botola, depuis 2004.
L'Union Rugby est l'une des meilleures équipes du Maroc, après avoir remporté la « Coupe du Trône » à plusieurs reprises.
Abderrazak Hamed-Allah, meilleur buteur de la ligue du Qatar depuis 2015, et de la Botola auparavant, est né à Safi mais aussi le canonnier vert Abdellatif Beggar, ancien joueur international marocain, l’un des meilleurs joueurs de l’histoire du Raja Club Athletic, né à Casablanca mais originaire de Safi.
La ville est également réputée pour sa vague : célèbre pour sa longueur et sa façon tubulaire de dérouler, cette vague ferait rêver tout surfeur. Safi est en train de devenir la destination nautique du centre du Maroc et par la même occasion la plage la plus proche de Marrakech.
Safi est une grande ville du surf, reconnue par les plus grands surfeurs. Elle offre aux amateurs de glisse une des meilleures droites de l'Afrique (classé numéro 3 mondial), qui déferle sur plus de 100 m. La planche à voile est également à l'honneur. Malgré les modestes infrastructures sportives de la ville, celle-ci possède un club sportif : L'Olympique de Safi évoluant en division 1 de football. L'OCS est aussi une grande équipe de rugby. La ville est aussi un véritable bastion de l'athlétisme. En effet trois Safiots sont actuellement des vétérans de la discipline reconnu mondialement. La colombophilie a sa part elle aussi, il y a trois associations de colombophiles dans la ville à savoir : Al Fath, Assalam et Korse.↵Cela est dû au fait que Safi est une ville de lâcheurs de pigeons voyageurs pour les îles Canaries.

## Monuments de Safi
- Minaret almohade.
- Château de mer : c'est un fort portugais qui date du XVIe siècle. Il a pour particularité d'être bâti pratiquement sur l'eau. Son état se détériore et il semble condamné à disparaître devant la négligence du Ministère de la culture marocain ainsi que des autorités locales.
- La Cathédrale portugaise: premier édifice gothique d'Afrique.
- Dar Asultane : ancienne résidence des sultans alaouite, elle servait aussi de protection pour la ville en raison de sa position ; aujourd'hui elle a été transformée en musée (Musée national de la Céramique[15]) et sa terrasse offre un joli panorama sur la ville.
- Le mausolée des sept frères Benzmiro (synagogue).
- La citadelle Ben Hamiddouch.
- Le Palais du Caïd si Aïssa Ben Omar, datant du XIXe siècle (Dar si Aïssa).
- La Forteresse Agouze à Souiria Lakdima.
- la Forteresse d'Ayir.
- La Maison Galabru.
- Le Tajine le plus grand du monde
- Le Quartier des potiers, dit aussi Colline des potiers, lieu de production de la poterie de Safi, classé Monument historique depuis 1920[16].

- DARIH cheikh Abi Mohamed Saleh (cheikh) et le nom de sa famille est BENCHEIKH

## Quartiers
| - ABC - Achbar Allal - Ben Abdellah - Amouni - Anas - Annahda - Assalam - Azib Drai - Azib Zemouri - Bd My Youssef - Bennis - Biyada - Boualam - Castor - Chankit - Coopérative 3 mars - Course | - Dabra - Dar Bouaaoud - Derb My El Hassan - Douar Essafa - El Bahia - El Majd - El Massira - Essaada - Habitat D'Urgence - Habitat Européen - Habitat Municipal - Hay Bouab - Hay Hrait Bied - Hay Mohammadi - Hay Rabat - Hay Riad - Hay Salam - Hay Trab Sini - Hôpital | - Ijnnane - Jenane Alane - Jenane Chakouri - Jenane Colonne 2 - Jrifat - Kachla Lkdima - Kaouki - Kariat Chems Loulya - Kariat Chems Soufla - Karyane Harouss - Kliaa Sidi Ouassel I - Kliaat Jrifat - Labiar - Lalla Aicha - Lalla Asmaa - Lalla Hnia Hamria - Lamyaa - Log des Fonctionnaires (108) - Lot Aviation - Lot Bled Jad | - Medina Jdida - Medina Kdima - Miftah Elkhir - Mouna - Najah Al Amir - Okba Bni Nafii - Oued El Bacha - Oumnia - Ourida 1 - Ourida 2 - Place de L'Indépendance - Plateau - Port - Qods - Quartier Jrifate - Quartier Industriel - Quartier Kliaa - Quartier Laarisa - Quodia Bayda | - Rahat Rih - Safi 1 - Safi 3 - Safi 2 - Saida 1 - Saida 2 - Sana 1 et 2 - Sania Jemra - Sania Lhamri - Sania Zine Abbidine - Sidi Abdelkrim - Sidi Abdelkrim+Jenane Colonne 2 - Sidi Boudhab - Sidi Bouzid - Sidi Ouassel II - Smis Triki - Laourini 1 et 2 - Lghdir-Bourssass - Libiar | - Lot Chifa - Lot Doukala - Lot Ghita - Lot Lourd - Lot Qods - Lot Zitouna - Takabrout - Tanguer - Tarik Jorf Lihoudi - Tikhribinte - Village Espagnol - Village Taybi - W & Z - Wiaam - Zaouiat Sidi Ouassel - Zine Abbidine - Zouhour |

## Personnalités liées à la ville

### Force armée royale

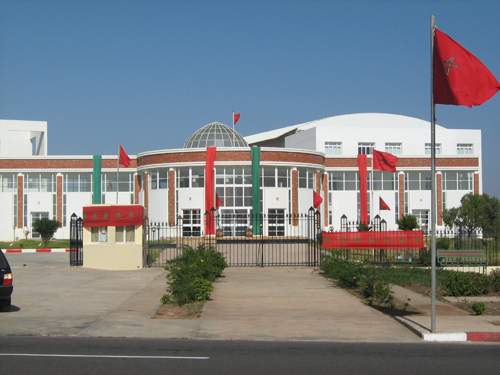
Ensa De Safi.

Vice-Amiral Mohammed Triki, né le 14 aout 1939, premier Vice-Amiral de la Marine Royale, en parallèle il assuma pendant 15 ans le titre d'inspecteur. Il prit sa retraite en 2005, après 46 ans de service militaire.
Décorations : Légion d'honneur, Ordre du Mérite (France) par Jacques Chirac ; Legion of Merit (USA) par Bill Clinton ; Légion de l'ordre de Commandeur, Chevalier de l'ordre de Throne (Maroc) par Sa Majesté Hassan II.

### Arts et culture
- Samy Elmaghribi, ou Salomon Amzallag (1922-2008), chanteur de musique judéo et arabo-andalouse et luthiste juif marocain.
- Boujemâa Lamali (1890 - 1971), natif d’Alger et lauréat des Beaux-Arts d'Alger et de la Manufacture Nationale de Sèvres, il choisit la ville de Safi pour s’y installer et influencer la céramique de Safi par son travail de la poterie[17].
- Mohamed Ousfour (1926-2005), réalisateur marocain.
- Edmond Amran El Maleh (XXe siècle), militant de gauche et nationaliste marocain, écrivain de renom, il est l'auteur de Parcours immobile, Ailen ou la nuit du récit, Mille ans, un jour, Jean Genet, le captif amoureux, Le retour d'Abou El Haki et Citadelles du désert.
- Nour-Eddine Lakhmari, né le 15 février 1964, réalisateur.
- Michel Galabru (1922-2016), acteur français de théâtre et de cinéma.
- Esther Galil (1945-), de son vrai nom Thérèse Bouganim, chanteuse, auteur-compositeur-interprète.
- Shayfeen (Small X & Shobee) : groupe de rap de la scène marocaine et internationale.

### Sports
- Abdellatif Beggar (1955-2003), ex-joueur international, Raja Club Athletic.
- Joseph Mahmoud (1955-), athlète franco-marocain.
- Abderrahim Goumri (1976-2013), athlète marocain, marathonien et coureur de longue distance
- Brahim Boulami (1972-), athlète marocain, courant sur 3 000 mètres steeple.
- Khalid Boulami (1969-), athlète marocain, médaille de bronze aux JO d'Atlanta sur 5 000 m.
- Mohamed M'jid, président de la Fédération royale marocaine de tennis (FRMT) pendant 45 ans.
- Abderrazak Hamed-Allah, joueur de football.

### Politique
- Mohamed Bouamrani, une des figures historiques du Mouvement national et signataire du Manifeste de l'indépendance.
- Méir Chétrit (né en 1948), homme politique et parlementaire israélien.
- Mohamed Benhima (1924-1992), premier ministre marocain du 7 juillet 1967 au 6 octobre 1969. Il fut aussi ministre de l'Éducation, ministre de l'Intérieur et ministre des Travaux Publics sous le gouvernement Ahmed Bahnini.
- David Lévy (1937-2024), homme politique israélien, ancien ministre des affaires étrangères et membre de la Knesset.
- Uri Sebag (1931-), homme politique israélien, député à la Knesset dans les années 1980.

### Autres personnalités
- Abu Muhammad Sâlih (1153-1234), chef religieux Soufi du XIIe siècle.
- Driss Benhima, PDG de Royal Air Maroc et président de Hawd Assafi, organisation à but non lucratif basée à Safi.
- Samy Elmaghribi, chanteur et musicien marocain.
- Omar Halli, ancien président de l'université Ibn Zohr.

## Culture et patrimoine
- Dar Soltane, citadelle médiévale, où est installé le Musée national de la céramique.
- Phare du cap Beddouza

## Galerie photo

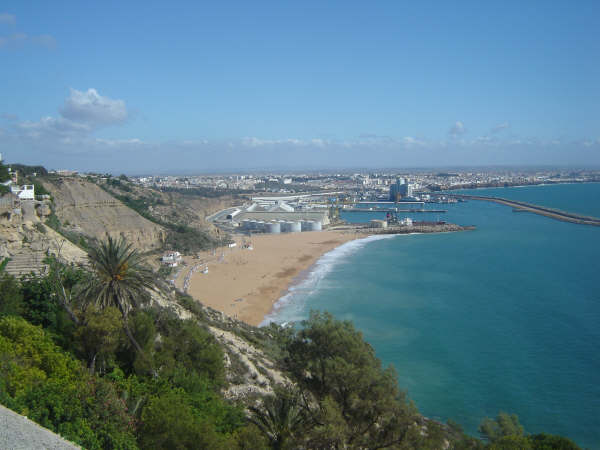
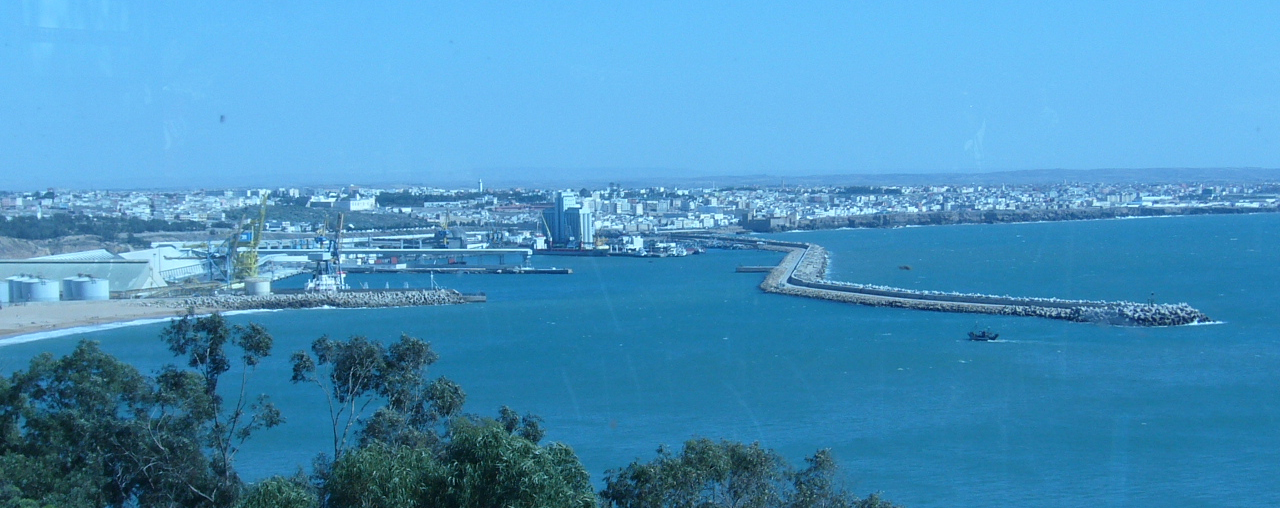
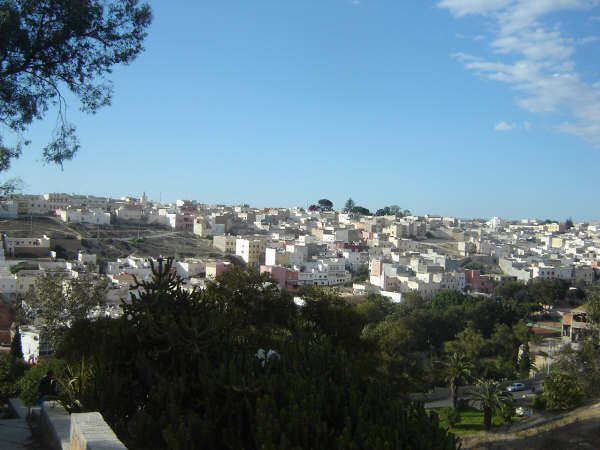
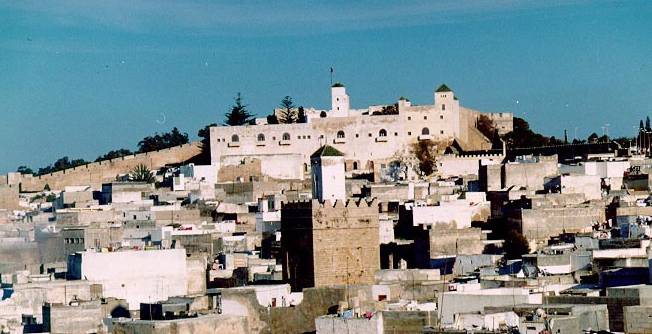
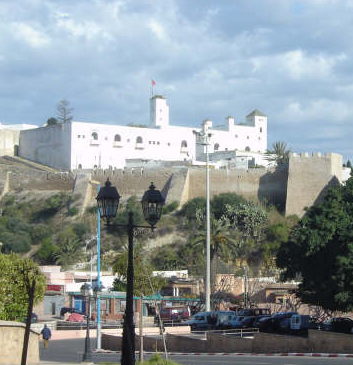
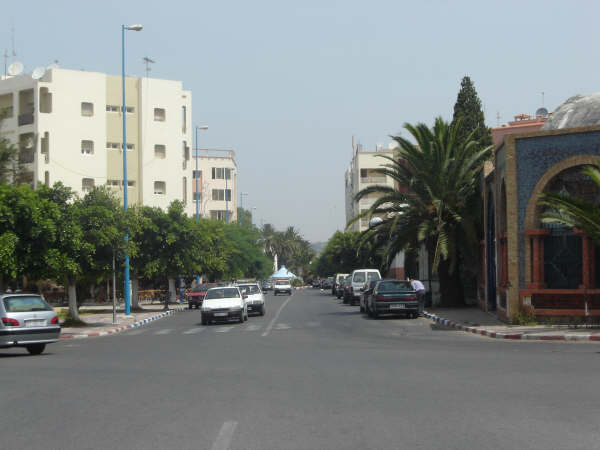
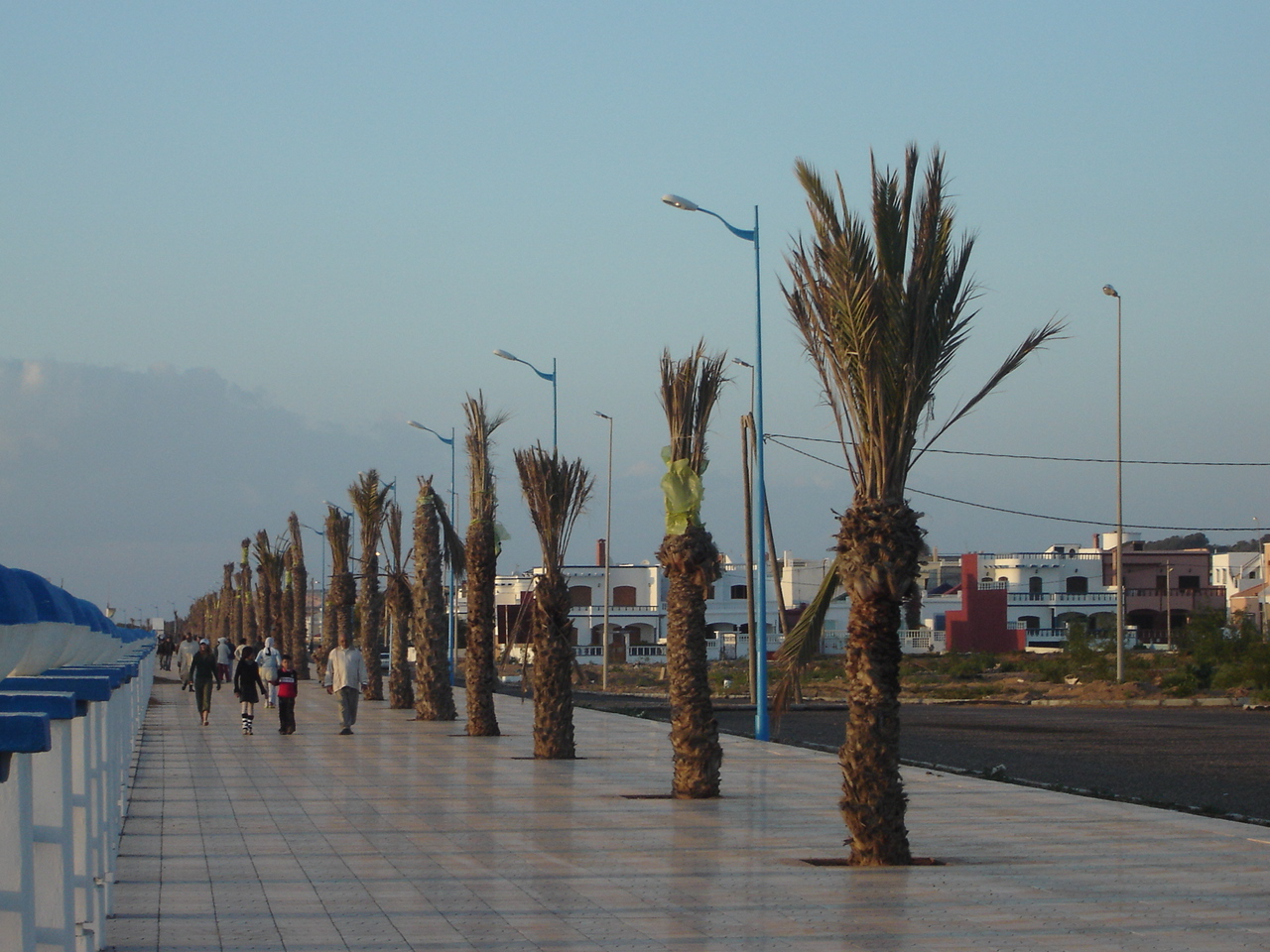
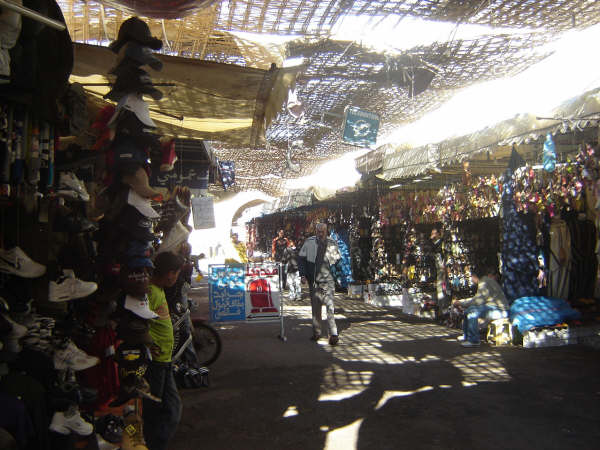

### Jumelages
- Montereau-Fault-Yonne (France) depuis 2007[18] ;
- Boulogne-sur-Mer (France) depuis 1957[19] ;

- Nord-Pas-de-Calais (France) ;
- Setúbal (Portugal) ;
- Sfax (Tunisie) depuis 1982 ;
- Alger (Algérie) depuis 2012.

## Honneur
L'astéroïde (68718) Safi porte son nom.